# 9860 Archaeopteryx
9860 Archaeopteryx eller 1991 PW9 är en asteroid i huvudbältet som upptäcktes den 6 augusti 1991 av den belgiske astronomen Eric W. Elst vid La Silla-observatoriet. Den är uppkallad efter fågeln Archaeopteryx.
Asteroiden har en diameter på ungefär 12 kilometer och den tillhör asteroidgruppen Veritas.